# Zilla crownia
Zilla crownia är en spindelart som beskrevs av Yin, Xie och Youhui Bao 1996. Zilla crownia ingår i släktet Zilla och familjen hjulspindlar. Inga underarter finns listade i Catalogue of Life.